# Біллі Голідей
Елеонора Феган (англ. Eleanora Fagan; 7 квітня 1915, Балтимор, штат Меріленд — 17 липня 1959, Нью-Йорк), відома як Бі́ллі Го́лідей (англ. Billie Holiday) — афроамериканська джазова вокалістка, авторка-виконавиця, композиторка, музикантка, авторка автобіографії. Майстриня вільної ритмічної інтерпретації, інструментального тембру та яскравої емоційності виконання. Кожна пісня Голідей ставала особистою сповіддю, попри те, що співачка не була авторкою слів і до неї ці тексти побували в репертуарі десятків інших виконавців.

## Життєпис
Росла в бідному чорному кварталі, в дитинстві потерпіла від сексуального насильства, була поміщена в притулок. Музичної освіти не одержала. Здібності успадкувала від батька, що деякий час грав на гітарі в оркестрі Флетчера Гендерсона. Змушена була в ранньому віці заробляти гроші. В 14 років приїхала в Нью-Йорк, почала співати в нічних клубах, але разом з матір'ю була заарештована за проституцію.
Голідей випадково почув у клубі на 133-й вулиці продюсер Джон Геммонд та в 1933 році організував запис на платівку з Бенні Гудменом (Your Mother's Son-In-Law, Riffin', The Scotch).
Ім'я «Біллі» Елеонора запозичила у популярної акторки Біллі Доув, котрою захоплювалася в підлітковому віці. Для сцени переробила прізвище батька (Hallyday).
В 1935-36 році Голідей записувала платівки з Тедді Вілсоном, Баком Клейтоном, Джонні Годжесом, Риємо Елдріджем, Лестером Янгом, знімалася з оркестром Дюка Еллінгтона в кінофільмі «Чорна симфонія». В 1937 році співала в біг-бендах Каунта Бейсі й Арті Шоу, в оркестрі якого з вини амбіційного керівника постійно відчувала себе людиною другого сорту.
До 1939 року Біллі Голідей стала зіркою, співала в нічних клубах Гарлема, у січні 1944 року дала сольний концерт у Метрополітен-опера. Її хіти — Fine And Mellow, Strange Fruit, Lover Man, Porgy, Good Morning Headache, Now Or Never.
Голідей знімалася в кінофільмі «Новий Орлеан» (1946). В 1956 році вийшла її автобіографія Lady Sings The Blues, за якою в 1975 році був поставлений однойменний фільм (Голідей зіграла Даяна Росс).
Проблеми в особистому житті часто призводили до нервових зривів, і в Голідей розвинулась алко- й наркозалежність. В 1947 році Голідей була заарештована й рік провела в реабілітаційному центрі Західної Вірджинії. Виступала завжди в довгих рукавичках. Надалі ділила час між сценою й лікарнями, кілька разів з величезним успіхом гастролювала в Європі. Найкращі записи останніх років найчастіше ставали розповідями про її життя: Don't Explain, Ain't Nobody's Business, Fine And Mellow, You've Changed. 31 травня 1959 року Голідей у важкому стані доставили в клініку (серцевий напад і цироз печінки), заарештувавши там же за зберігання наркотиків.

## Особисте життя
Біллі Голідей була бісексуальною.

## Дискографія
Біллі Голідей співпрацювала з чотирма лейблами:
- Columbia Records (1933—1942, 1958)
- Commodore Records (1939, 1944)
- Decca Records (1944—1950)
- Verve Records (1952—1959)

### Студійні записи
(Подається скорочено)
Збірники:
- Lady Day: The Complete Billie Holiday on Columbia (1933—1944)
- The Complete Commodore Recordings (1939, 1944)
  - For collectors not interested in non-released studio takes, The Commodore Master Takes features only the released versions of Holiday's Commodore recordings.
- The Complete Decca Recordings (1944—1950)
- The Complete Billie Holiday on Verve (1945—1959)

Інші записи:
- Lady in Satin (Columbia, 1958)
- New Orleans: Original Motion Picture Soundtrack (1946) (Giants of Jazz, 1983)
- The Sound of Jazz (Columbia, 1958)

### Записи живого виконання (подається скорочено)
- At Monterey 1958 (1958)
- Billie Holiday in Europe 1954—1958 (1954—1958)
- The Complete 1951 Storyville Club Sessions (1951)
- Ella Fitzgerald and Billie Holiday at Newport (1957)
- Lady Day: The Storyville Concerts [Vol. 1 and 2] (1951, 1953, 1959)
- A Midsummer Night's Jazz at Stratford '57 (1957)
- Summer of '49 (1948—1949)

Збірка від лейблу The Columbia:
- Записи з оркестром Каунта Бейсі (1937)
- Записи з оркестром Бенні Гудмана (1939),
- Виступ 1944 на Esquire Jazz Concert.

Збірка від лейблу Verve Records:
- Jazz at the Philharmonic performances (1945—1947)
- Jazz Club USA (1954)
- 1956 Carnegie Hall concerts, with a narrator reading portions of her autobiography, Lady Sings the Blues
- 1957 Newport Jazz Festival
- Seven Ages of Jazz Festival (1958)